# Hatchiana heydeni
Hatchiana heydeni is een keversoort uit de familie soldaatjes (Cantharidae). De wetenschappelijke naam van de soort werd in 1879 gepubliceerd door Ernst August Hellmuth von Kiesenwetter.